# Delivery health
Delivery health (デリバリーヘルス, Deribarii herusu) (デリバリーヘルス, Deribarii herusu?), é uma forma de prostituição no Japão, sendo um termo para serviços sexuais. A diferença é que o bordel não tem local e é essencialmente uma garota de programa (ou "serviço de acompanhantes") com mulheres enviados para casas de seus clientes ou para os hotéis.